# Café Gijón
Le Café Gijón (également connu sous le nom de Gran Café de Gijón) est un café de Madrid, célèbre pour ses tertulias tout au long du XXe siècle. Situé au numéro 21 du Paseo de Recoletos (es), il a été fondé le 15 mai 1888 par Gumersindo Gómez (ou García), un Asturien qui s'est installé dans la capitale espagnole. Il dispose d'une terrasse dans le couloir central du Paseo, et est l'un des rares cafés de tertulias qui subsistent à Madrid au début du XXIe siècle.